# 克拉圖 (葡萄牙)
39°17′N 7°38′W / 39.283°N 7.633°W
克拉圖（葡萄牙語：Crato），是葡萄牙的城鎮，位於該國中部，由波塔萊格雷區負責管轄，始建於1232年，面積398.07平方公里，2011年人口3,708，人口密度每平方公里9.31人。